# Liste der denkmalgeschützten Objekte in Außervillgraten
Die Liste der denkmalgeschützten Objekte in Außervillgraten enthält die 5 unbeweglichen denkmalgeschützten Objekte der Gemeinde Außervillgraten.

## Denkmäler
| Foto |                 | Denkmal                                                                                         | Standort                                             | Beschreibung | Metadaten |
| ---- | --------------- | ----------------------------------------------------------------------------------------------- | ---------------------------------------------------- | --- | --- |
| ja   | Datei hochladen | Mariahilfkapelle, Stöcklkapelle HERIS-ID: 6763 Objekt-ID: 2645 TKK: 18005                       | bei Außervillgraten 18b Standort KG: Außervillgraten | Die Stöckl-Kapelle wurde 1912 an Stelle des 1735 erbauten Arnerstöckls errichtet. Sie verfügt über einen rechteckigen Grundriss mit abgesetztem, gerade schließendem Chor, ein schindelgedecktes Satteldach und rundbogige Fenster, jedoch über keinen Turm. Das tonnengewölbte Innere mit Stichkappen beherbergt einen hölzernen Altar mit einem Gemälde der Mariahilf und Arme Seelen und ein barockes Gnadenbild zur selben Thematik aus der ersten Hälfte des 18. Jahrhunderts. | BDA-Hist.: Q37928019 Status: § 2a Stand der BDA-Liste: 2025-06-30 Name: Mariahilfkapelle, Stöcklkapelle GstNr.: .315                                                                  |
| ja   | Datei hochladen | Katholische Pfarrkirche Heilige Gertraud von Nivelles HERIS-ID: 6761 Objekt-ID: 2643 TKK: 18003 | bei Außervillgraten 31 Standort KG: Außervillgraten  | Die spätbarocke Pfarrkirche wurde Ende des 18. Jahrhunderts von Thomas Mayer mit Anklängen an den Klassizismus errichtet. Von der spätgotischen Vorgängerkirche blieb nur noch der Turm bestehen. Die einschiffige Kirche beherbergt neben dem Hochaltar (1811) mit einem Gemälde der heiligen Gertrud und der Dreifaltigkeit zwei 1807 gestiftete Seitenaltäre und eine Kanzel aus dem frühen 18. Jahrhundert.                                                                     | BDA-Hist.: Q37927950 Status: § 2a Stand der BDA-Liste: 2025-06-30 Name: Kath. Pfarrkirche hl. Gertraud von Nivelles GstNr.: 241 Pfarrkirche hl. Gertraud von Nivelles Außervillgraten |
| ja   | Datei hochladen | Friedhof HERIS-ID: 6762 Objekt-ID: 2644 TKK: 82177                                              | bei Außervillgraten 31 Standort KG: Außervillgraten  | Der bereits 1326 und 1452 genannte Friedhof wurde mehrfach erweitert und 2000 durch den Umbau der neuen Sakristei mit einer Aufbahrungshalle versehen. Der Friedhof ist von einer Umfassungsmauer umgeben und beherbergt zahlreiche, großteils moderne schmiedeeiserne Grabkreuze. | BDA-Hist.: Q37927991 Status: § 2a Stand der BDA-Liste: 2025-06-30 Name: Friedhof GstNr.: 241 Friedhof Außervillgraten                                                                 |
| BW   | Datei hochladen | Kapelle Heilige Genoveva, Bachlechenkapelle HERIS-ID: 6765 Objekt-ID: 2647 TKK: 18006           | Außervillgraten 94 Standort KG: Außervillgraten      | Die Bachlechenkapelle wurde 1765 von Andreas Pachlechner und seiner Gattin Maria Praderin errichtet. Die Kapelle beherbergt einen barocken Säulenaltar aus der zweiten Hälfte des 18. Jahrhunderts mit einem Altarbild der heiligen Genoveva von Brabant. | BDA-Hist.: Q37928044 Status: Bescheid Stand der BDA-Liste: 2025-06-30 Name: Kapelle hl. Genoveva, Bachlechenkapelle GstNr.: 1910                                                      |
| ja   | Datei hochladen | Bauernhof Wurzer HERIS-ID: 6773 Objekt-ID: 2656 TKK: 18026                                      | Außervillgraten 114 Standort KG: Außervillgraten     | Die Hofstelle des Bauernhofs Wurzer wurde bereits 1433 urkundlich erwähnt, die Bebauung ist seit 1628 nachweisbar. Nach einer Teilung 1780 wurde die aus einem Einhof, einer Kapelle, einer Waschküche, einer Getreidemühle und einer Sägemühle bestehende Hofstelle neu errichtet und blieb seitdem nahezu unverändert erhalten. | BDA-Hist.: Q37928459 Status: Bescheid Stand der BDA-Liste: 2025-06-30 Name: Bauernhof Wurzer GstNr.: .219, .222, .220, .309, 2038/2 Wurzerhof                                         |